# Sophronica angusticollis
Sophronica angusticollis är en skalbaggsart. Sophronica angusticollis ingår i släktet Sophronica och familjen långhorningar.

## Underarter
Arten delas in i följande underarter:
- S. a. angusticollis
- S. a. borana